# Tomosvaryella sugonjaevi
Tomosvaryella sugonjaevi är en tvåvingeart som beskrevs av Kuznetzov 1994. Tomosvaryella sugonjaevi ingår i släktet Tomosvaryella och familjen ögonflugor. Inga underarter finns listade i Catalogue of Life.